# ПЗСП
«ПЗСП» (сокращение от «Пермский завод силикатных панелей») — российская строительная компания, производитель строительных материалов. Входит в первую тройку крупнейших застройщиков Перми и является одним из крупнейших в Пермском крае производителем изделий из газобетона. Полное фирменное наименование — Акционерное общество «ПЗСП».

## Деятельность
Пермский завод силикатных панелей из плотных и ячеистых масс создан в 1963 году. Официальная дата основания — 11 июня 1963 года. Первой продукцией предприятия стала комовая известь. В 1967 году завод начал производить изделия из газобетона. С 1967 по 1993 годах предприятие производило комплекты стройматериалов серии «1-468», предназначенные для строительства многоквартирных домов. В 1993 году завод перешел на производство изделий серии Э-600, предприятие получило сегодняшнее наименование. К 1995 году налажено производство газобетонных блоков. С 1998 года предприятие вышло на строительный рынок Перми в качестве застройщика и генподрядчика. В 2007 году введена в эксплуатацию новая линия по производству газобетонных блоков европейского уровня качества, спроектированная и смонтированная специалистами предприятия. С 2009 года компания занимается загородным строительством.
В 2010-е велась застройка коттеджного поселка «Вернисаж» в пригороде Перми. За время работы на рынке жилищного строительства АО «ПЗСП» построено около 100 многоквартирных жилых домов общей площадью более 1 000 000 м². К производству примыкает микрорайон «Пролетарский», во многом застроенный АО «ПЗСП». В 2020 году компания запустила новую линию по производству стеновых панелей BAUM на оборудовании немецкой компании Weckenmann. В 2023 году были сданы первые три очереди дома, построенного по новой технологии. С декабря 2017 по ноябрь 2020 года генеральным директором компании был Алексей Дёмкин. С 2020 года компанию возглавляет Евгений Дёмкин. Компания расширяет географию присутствия, в 2020 году был построен первый дом в Ижевске. В 2023 году компания начала строительство крупного жилого комплекса в Октябрьском в Удмуртии.

## Сотрудничество с обманутыми дольщиками
АО «ПЗСП» занимается решением проблем обманутых дольщиков на территории Перми. Компания берется на приемлемых для себя финансовых условиях за завершение строительства объектов, которые по тем или иным причинам были «заморожены» предыдущими застройщиками. В рамках данной деятельности АО «ПЗСП» достроило жилой дом по ул. Челюскинцев, 7 (2006 год), Танцорова, 29 (2010 г.), Каляева, 18, Ушакова, 21.

## Собственники и руководство
По состоянию на 2023 год акционерами АО «ПЗСП» были: генеральный директор предприятия (депутат Заксобрания Пермского края) Николай Дёмкин (25,5 %), Валентина Дёмкина (24,83 %) и Евгений Дёмкин — генеральный директор (49,67 %).